# Сокрушительний (есмінець, 1937)
«Сокрушительний» (рос. «Сокрушительный») — військовий корабель, ескадрений міноносець типу 7 військово-морського флоту СРСР за часів радянсько-фінської та Другої світової війн.
Есмінець «Сокрушительний» 26 жовтня 1936 року закладений на верфі Балтійського заводу в Ленінграді, 23 серпня 1937 року спущений на воду, а 13 жовтня 1939 року введений до складу радянського Балтійського флоту. 17 вересня 1939 року Біломорсько-Балтійським каналом здійснив перехід з Ленінграду до Полярного, де 8 листопада 1939 року увійшов до складу сил Північного флоту.

## Історія

### 1942
З березня до листопада 1942 року «Сокрушительний» виконував завдання з ескорту союзних конвоїв, здійснював артилерійський обстріл ворожих цілей на узбережжі.
У травні 1942 року «Сокрушительний» входив до сил ескорту великого конвою PQ 16, який супроводжував 35 транспортних суден (21 американське, 4 радянські, 8 британських, 1 голландське та одне під панамським прапором) до Мурманська від берегів Ісландії зі стратегічними вантажами і військовою технікою з США, Канади і Великої Британії. Його супроводжували 17 ескортних кораблів союзників, до острова Ведмежий конвой прикривала ескадра з 4 крейсерів і 3 есмінців.
Попри атакам німецького підводного човна U-703, повітряним нападам бомбардувальників He 111 та Ju 88 бомбардувальних ескадр I./KG 26 і KG 30 конвой, втратив сім суден і ще одне повернуло назад на початку походу, дістався свого місця призначення.
У липні брав участь у пошукових заходів вцілілих суден і кораблів розгромленого конвою PQ 17, у вересні ескортував конвой PQ 18.
17 листопада лідер «Баку» і «Сокрушительний» вийшли на супроводження конвою QP 15. 20 листопада 1942 року під час супроводження конвою розігрався жорстокий 11-бальний шторм. Радянські кораблі розсіялися у відкритому морі та стали повертатися на базу поодинці. О 14.30 ударами хвиль була відірвана і через 10 хвилин затонула разом з 6 матросами корма «Сокрушительного». На допомогу «Сокрушительному» прийшли есмінці «Куйбишев», «Урицький» і «Розумний». 191 особа була знята, але 30 моряків під час рятувальних робіт загинуло. 21 листопада в 15.30 кораблі, які провадили рятувальні роботи, пішли в базу для дозаправлення паливом. На «Сокрушительному» залишилося 13 матросів і два офіцери, але усі наступні спроби знайти постраждалий корабель не увінчалися успіхом; ймовірно, він затонув незабаром після відходу есмінців. Велика частина офіцерського складу на чолі з командиром полишили есмінець до евакуації всього екіпажу, за що командир корабля був згодом розстріляний, а старший помічник відправлений в штрафбат, але згодом повернувся на флот і дослужився до звання контрадмірала.